# Frans Evers
Frans Emil Evers, född 6 augusti 1882 i Eslöv, död 17 juli 1950 i Malmö, var en svensk arkitekt.
Efter avslutad skolgång vid Realskolan i Eslöv fortsatte han sina studier vid Högre allmänna läroverket i Malmö och vid Chalmers Tekniska Läroanstalt i Göteborg 1899–1901 samt vid den danska konstakademien i Köpenhamn 1921. Han etablerade ett eget arkitektkontor i Malmö 1926 och var verksam i Karlskrona 1927–1928 samt åter i Malmö från 1929. Bland hans arbeten märks allmänna läroverket med idrottshus i Eslöv, Frimurarhotellet i Karlskrona, kontors- och affärshus för AB Armerad betong i Malmö samt polishuset i Malmö.

## Verk i urval
- Frimurarhotellet, Karlskrona.
- Högre samskola i Eslöv.
- Villa "Rosenborg", Esplanaden 13, Ronneby 1921
- Patriciervilla, Sturegatan 15, Eslöv 1926.
- Polishus, kv Kamelen 14, Storgatan 43, Malmö 1932.
- Kontors- och affärshus för AB Armerad betong, Malmö.
- Kv Fersen 8, St Gertrudsgatan 3, Malmö 1931.
- Kv Avenboken 22, St Knuts torg 10 - St Knuts väg 2, Malmö 1930.
- Kv Vargen 1, Storgatan 32 - Kockumsg 1, Malmö 1934.
- Kv Norsen 4, Brogatan 10, Malmö 1935.

## Bilder

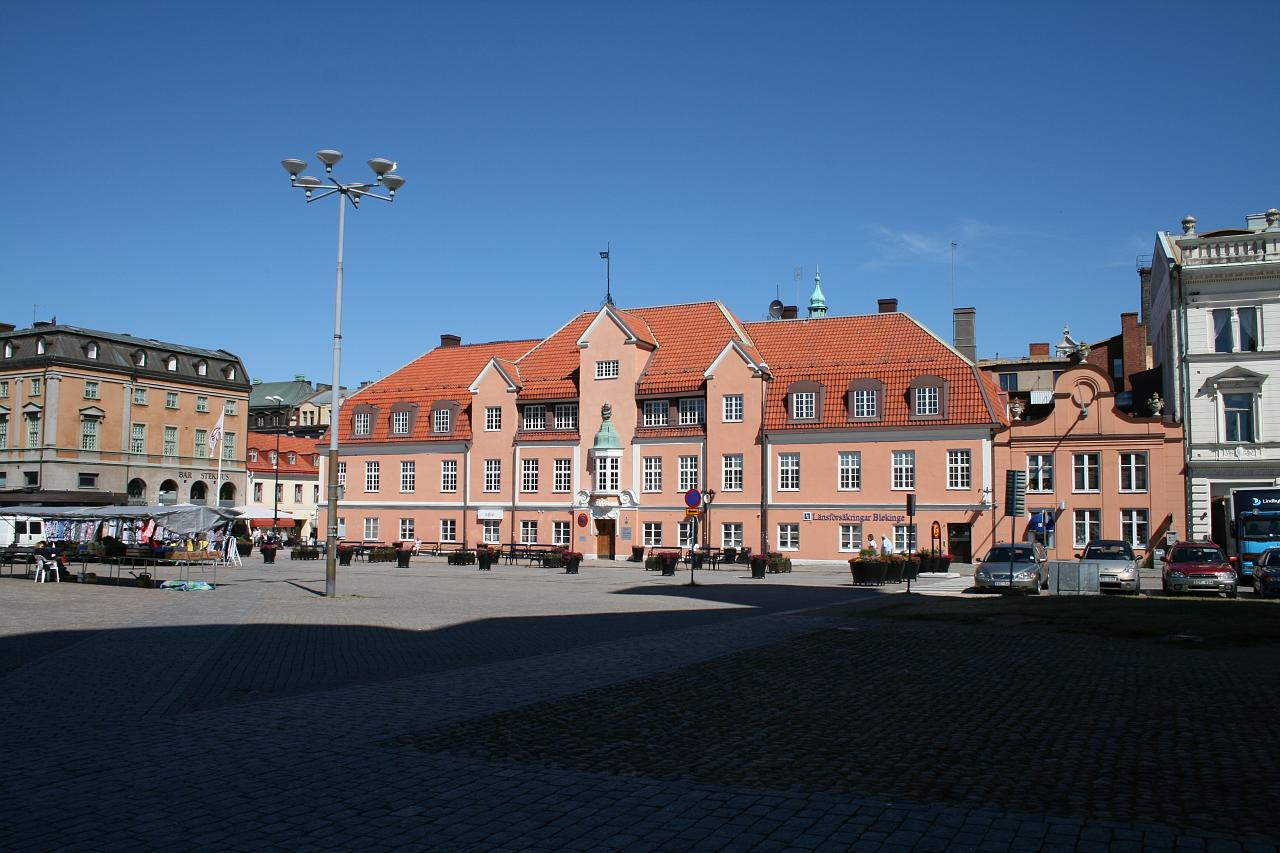
Butiks och bostadsfastighet i Karlskrona, 1913
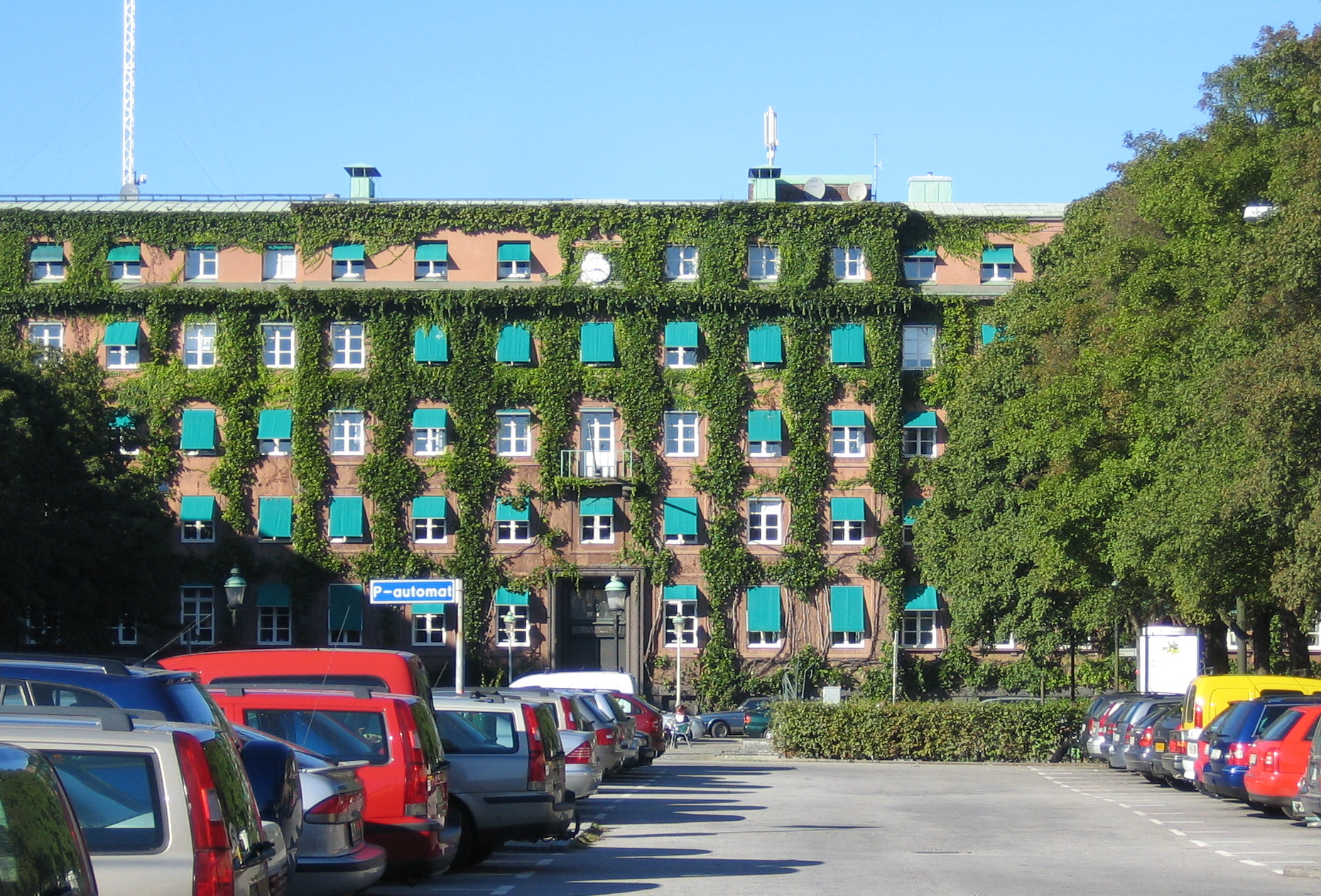
Gamla polishuset i Malmö, 1934
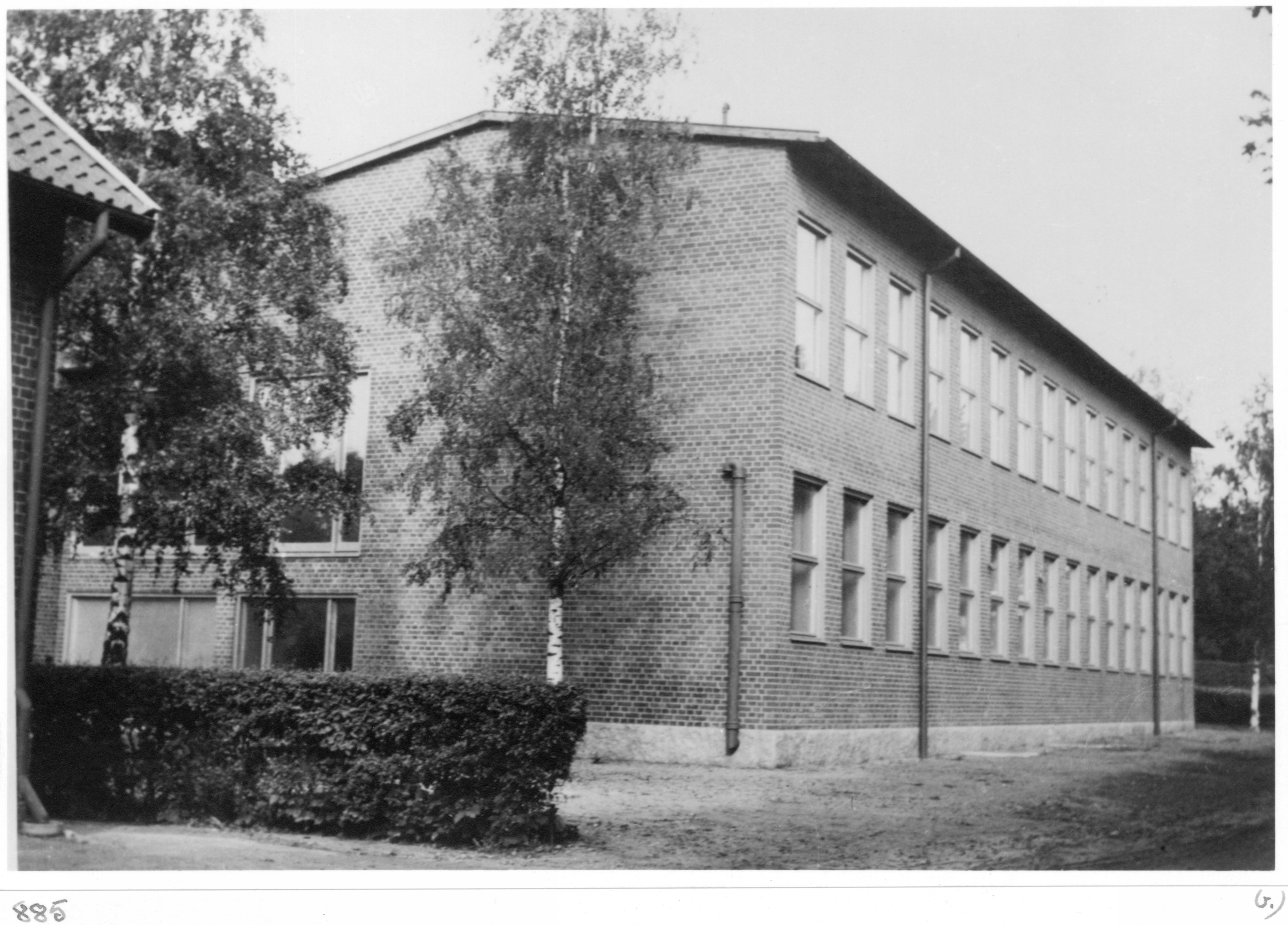
Läroverket i Eslöv, 1934-40
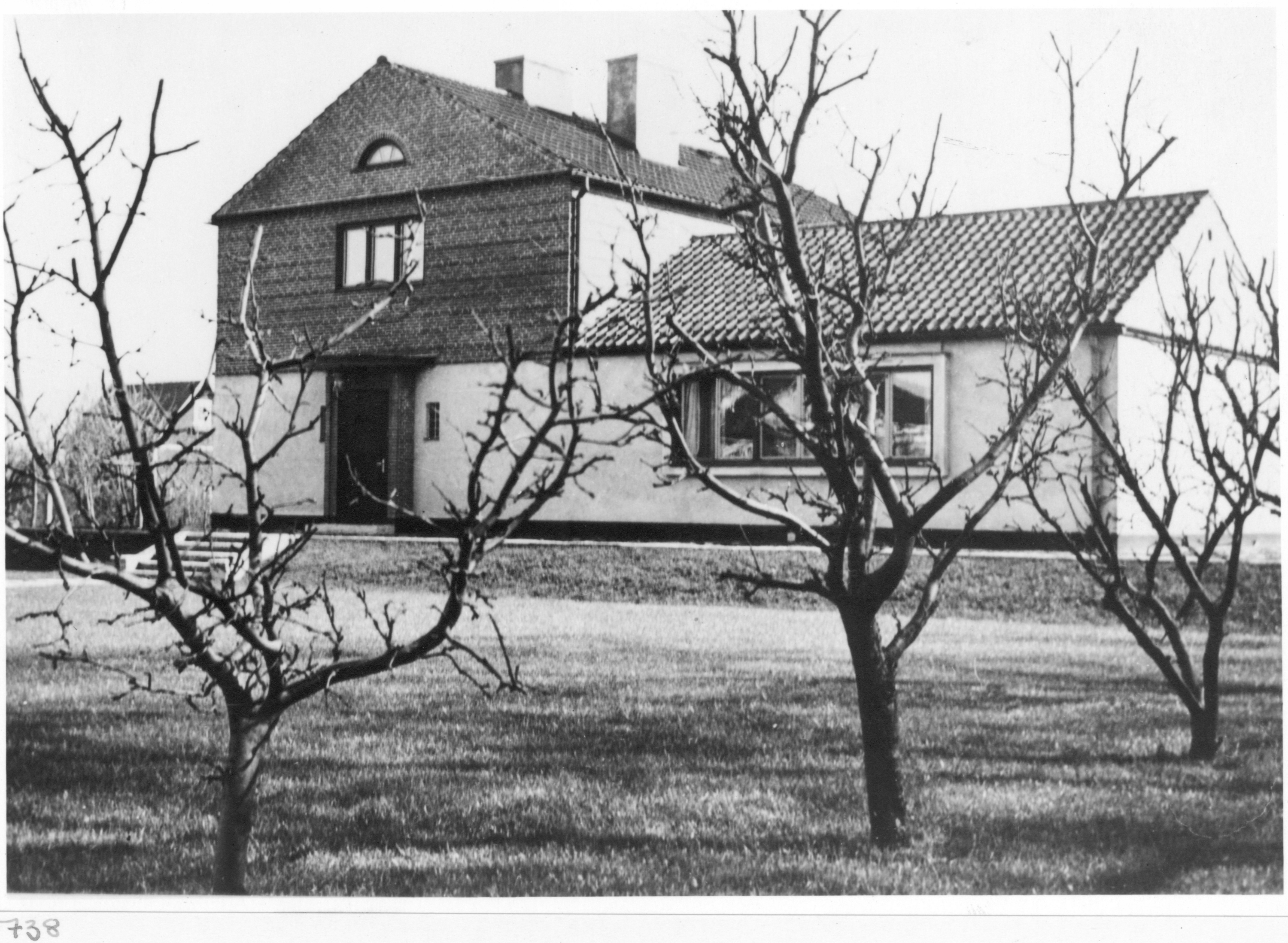
Villa Kärfve, Limhamn, 1935
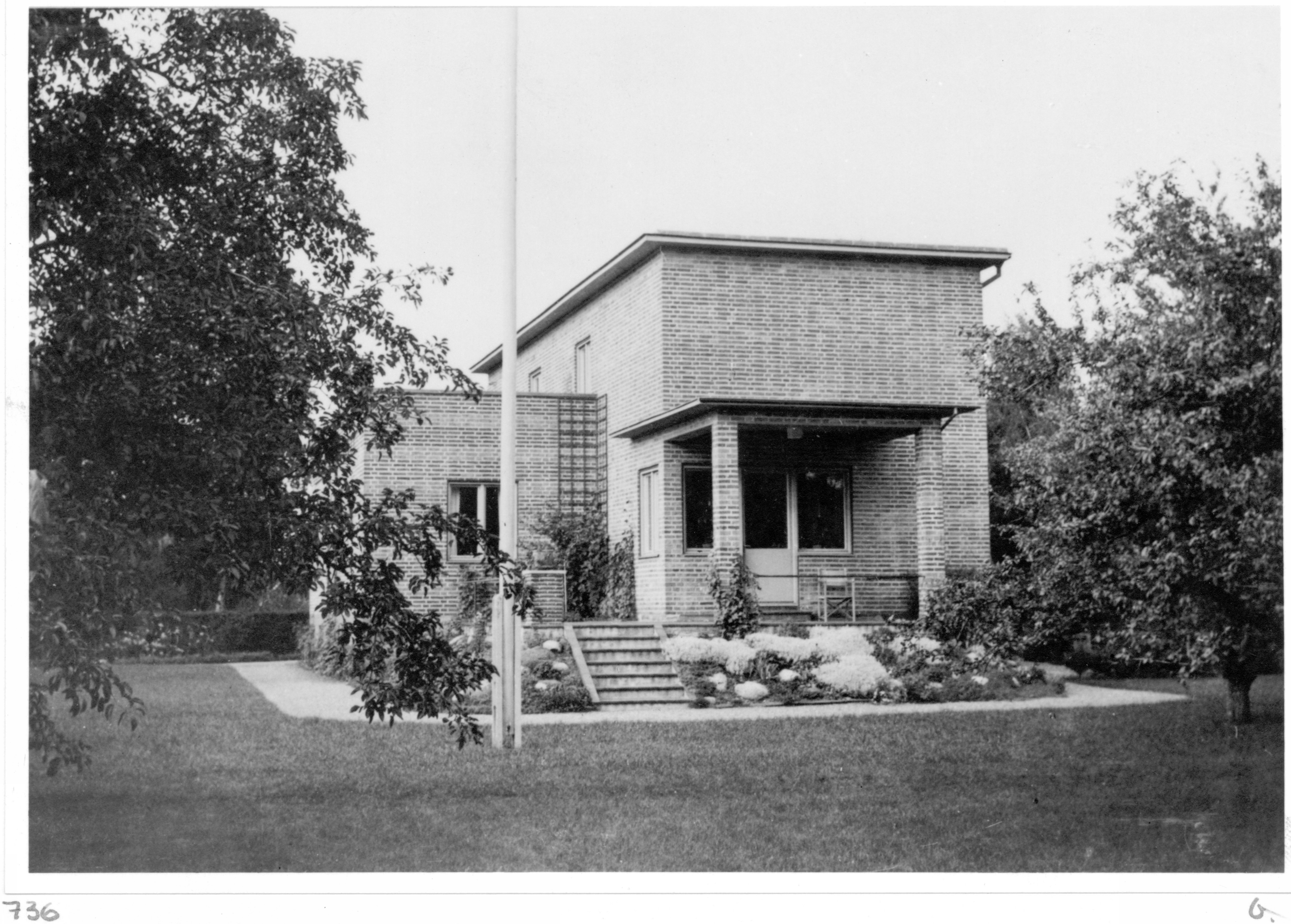
Villa Parck, Eslöv, 1936